# Olympia (Utrechtse worstelvereniging)
Olympia is een Nederlandse worstelvereniging gevestigd in Utrecht aan de Willem Arntszkade 5.

## Geschiedenis
Olympia is de oudste worstelclub van Utrecht en dateert van 4 juni 1901. Uit deze worstelclub zijn ook ooit De Halter ontstaan alsook de beide voormalige worstelclubs S.D.Z. en De Staalkoning.
Mede door het feit dat er in Utrecht vier worstelverenigen waren, alsook dat jaar en dag Olympia en De Halter aan de top van de competitie draaien, wordt Utrecht daarom ook wel de worstelstad genoemd. Olympia is vernoemd naar de Griekse stad Olympia de bakermat van het de Olympische Spelen. In begin bestond deze enkel uit de vijfkamp, te weten discuswerpen, speerwerpen, verspringen, sprint en worstelen.
Olympia was niet enkel een worstelvereniging, maar deed ook aan atletiek. Olympia besloot m.b.t. het worstelen om zich aan te sluiten bij de Nederlandse Krachtbond die gevestigd is te Amsterdam en op 12 juli 1903 werd opgericht. De atletiek echter kwam steeds meer op de achtergrond te staan om uiteindelijk geheel te verdwijnen en bleef enkel het worstelen over.

## Trivia
- Voordat Olympia de Willem Arntskade 5 betrok heeft het eerst nog op een zolder in de Moutstraat gezeten (een zijstraatje van het Lange Rozendaal in Utrecht).[6]

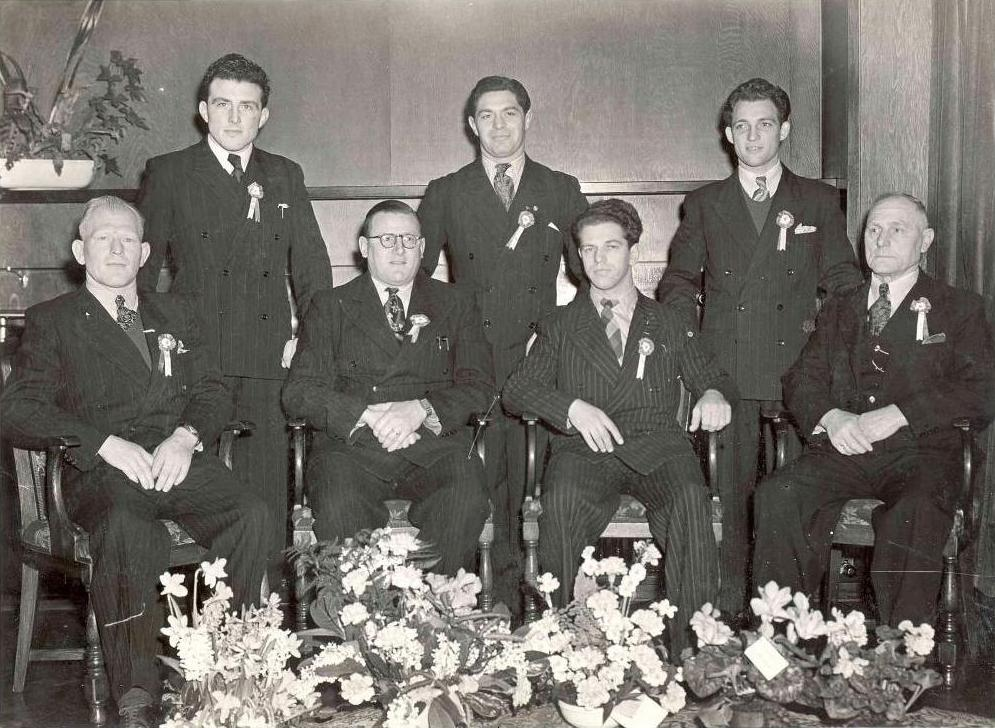
Voormalig bestuur Olympia in de veertiger jaren.
V.l.n.r.: Maarten Knopper, Cees van Tessel, Frits Rosbag Sr., Wim de Greef, Henk van Wezel, Gerd de Waard en Jan Busch

## Fotogalerij

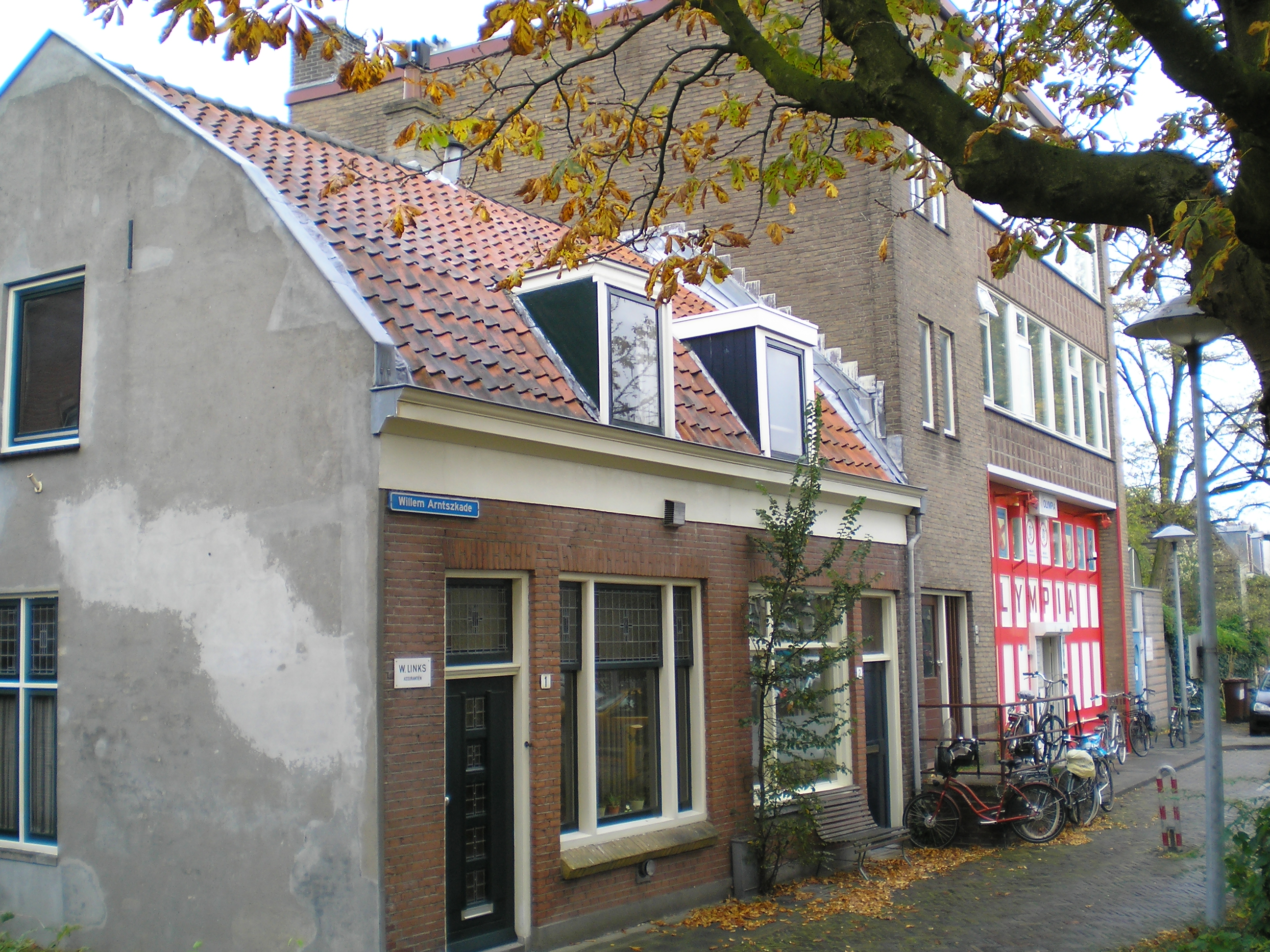
Worstelvereniging Olympia, Willem Arntszkade 5
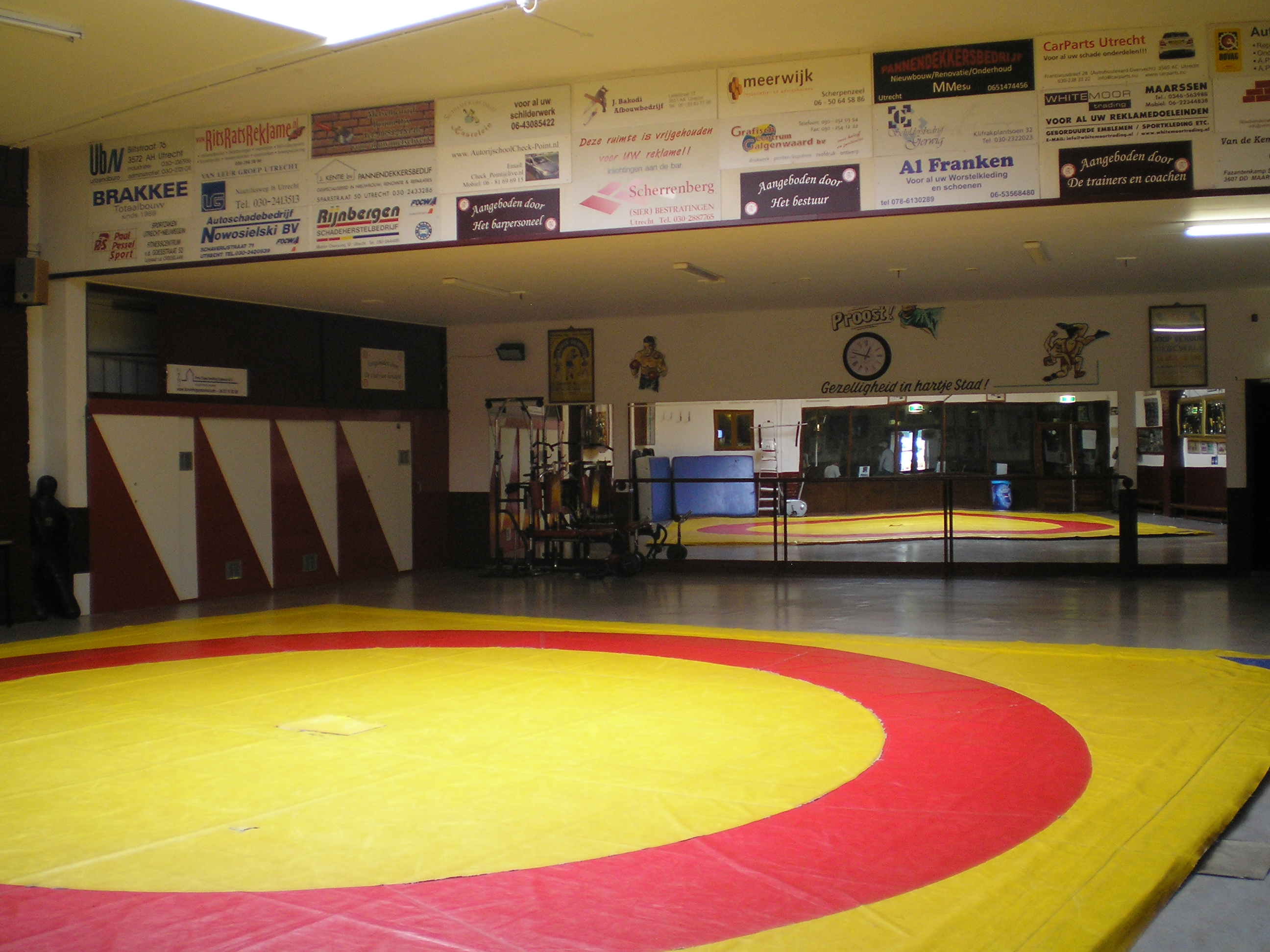
Oefenzaal worstelvereniging Olympia aan de Willem Arntszkade
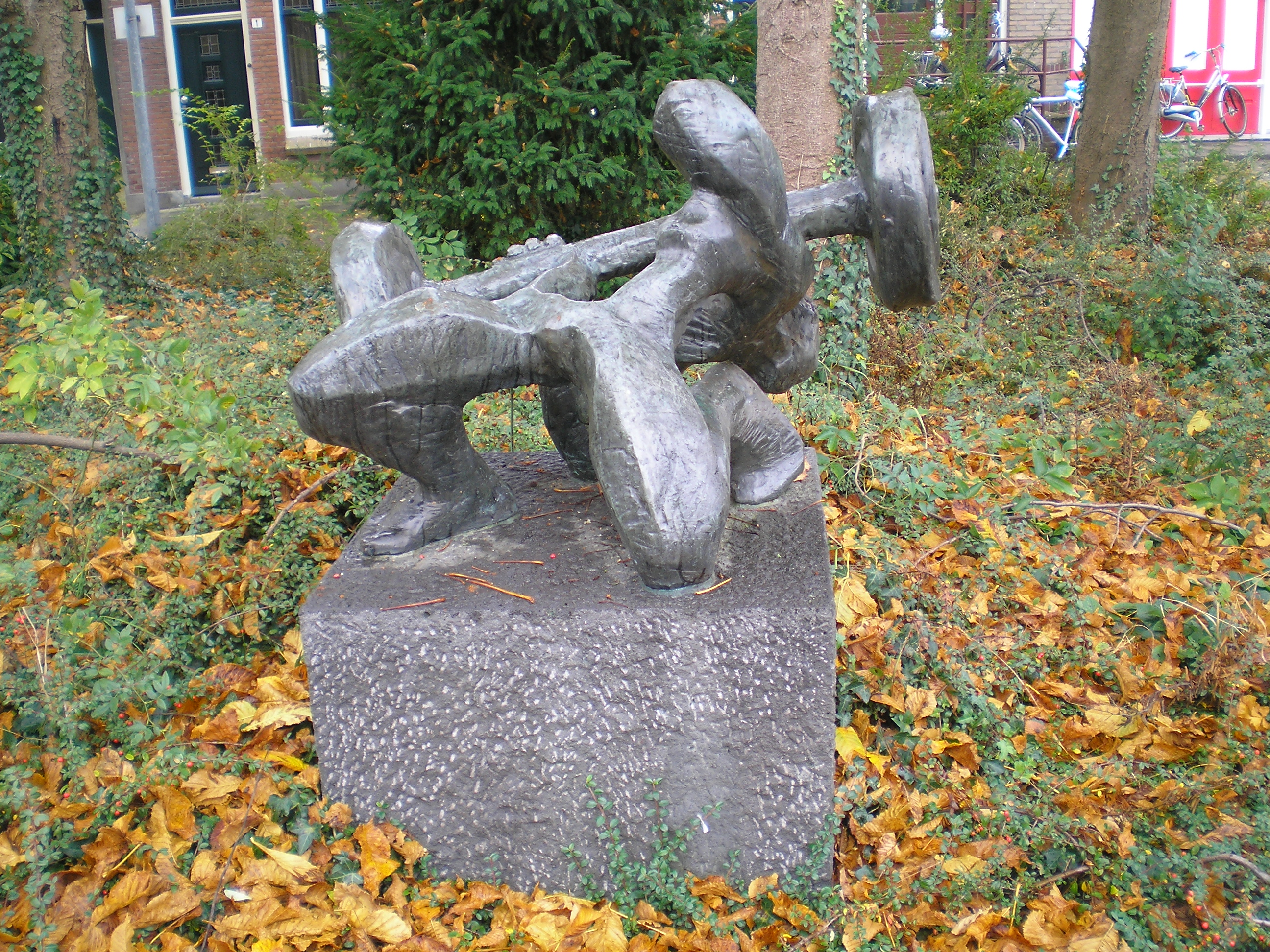
Bronzenbeeld (gewichtheffer) van beeldhouwer Nel van Lith met op de achtergrond Worstelvereniging Olympia